# Ione tubulata
Ione tubulata là một loài chân đều trong họ Bopyridae. Loài này được Bourdon miêu tả khoa học năm 1976.